# Esquilina
La tribu Esquilina va ser una de les quatre tribus urbanes que van iniciar la ciutat de Roma, establerta pel rei Ròmul. El nom és el d'un dels set turons de la ciutat, l'Esquilí. El seu territori cobria la regió homònima de Roma. Els components de la tribu van donar lloc al cognom Esquilí que van usar diverses gens que habitaven el turó.